# Gomez
För andra betydelser, se Gomez (olika betydelser).
Gomez är ett brittiskt indierockband, bildat 1996 i Southport, England. Det består av Ben Ottewell (sång, gitarr), Tom Gray (sång, gitarr, keyboard), Paul Blackburn (basgitarr), Olly Peacock (trummor) och Ian Ball (sång, gitarr, munspel).
Gruppens debutalbum Bring It On vann Mercury Music Prize 1998.

## Diskografi
Studioalbum
- 1998 – Bring It On
- 1999 – Liquid Skin
- 2002 – In Our Gun
- 2004 – Split the Difference
- 2006 – How We Operate
- 2009 – A New Tide
- 2011 – Whatever's on Your Mind

Livealbum
- 2005 – Out West

Samlingsalbum
- 2000 – Abandoned Shopping Trolley Hotline
- 2006 – Five Men in a Hut: Singles 1998-2004

EPs
- 2000 – Machismo E.P.
- 2002 – Detroit Swing '66/Ping One Down
- 2006 – See the World
- 2006 – Girlshapedlovedrug

Singlar (topp 100 på UK Singles Chart)
- 1998 – "78 Stone Wobble" (#44)
- 1998 – "Get Myself Arrested" (#45)
- 1998 – "Whippin' Piccadilly" (#35)
- 1999 – "Bring It On" (#21)
- 1999 – "Rhythm & Blues Alibi" (#18)
- 1999 – "We Haven't Turned Around" (#38)
- 2002 – "Shot Shot" (#28)
- 2002 – "Sound of Sounds" / "Ping One Down" (#48)
- 2004 – "Catch Me Up" (#36)
- 2005 – "Silence" (#41)
- 2006 – "Girlshapedlovedrug" (#66)
- 2011 – "Options" (#76)